# ستيوارت هنري
ستيوارت هنري (بالإنجليزية: Stuart Henry)‏ هو سياسي أسترالي، ولد في 21 يونيو 1946. حزبياً، نشط في الحزب الليبرالي الأسترالي.